# Sławków
Sławków  je majhno mesto na Poljskem s 6866 prebivalci (2007). Leži na jugu Poljske v Šlezijskem vojvodstvu. Leži na 50,19° severne zemljepisne širine in 19,23° vzhodne zemljepisne dolžine.  
Meji na mesta Dąbrowa Górnicza, Sosnowiec in Jaworzno v Šlezijskem vojvodstvu ter mesto Bukowno in podeželsko občino Bolesław v Malopoljskem vojvodstvu. Sławków je poznan zaradi tovornega terminala, ki je trenutno v izdelavi, kjer se zaključuje širši ruski profil železniške proge.